# Garth Brooks (álbum)
| Críticas profissionais        | Críticas profissionais |
| Avaliações da crítica         | Avaliações da crítica  |
| Fonte                         | Avaliação              |
| ----------------------------- | ---------------------- |
| Allmusic                      | [ 1 ]                  |
| Chicago Tribune               | [ 2 ]                  |
| The Rolling Stone Album Guide | [ 3 ]                  |

Garth Brooks é o álbum de estreia do cantor country estadunidense Garth Brooks.
Este álbum emplacou quatro singles entre as dez mais ouvidas nos Estados Unidos.

## Faixas
Edição Original
1. "Not Counting You" (Garth Brooks) – 2:30
2. "I've Got a Good Thing Going" (Larry Bastian, Sandy Mahl, Brooks) – 2:50
3. "If Tomorrow Never Comes" (Kent Blazy, Brooks) – 3:39
4. "Everytime That It Rains" (Charley Stefl, Ty England, Brooks) – 4:07
5. "Alabama Clay" (Larry Cordle, Ronny Scaife) – 3:35
6. "Much Too Young (To Feel This Damn Old)" (Randy Taylor, Brooks) – 2:53
7. "Cowboy Bill" (Bastian, Ed Berghoff) – 4:28
8. "Nobody Gets Off in This Town" (Bastian, DeWayne Blackwell) – 2:17
9. "I Know One" (Jack Clement) – 2:49
10. "The Dance" (Tony Arata) – 3:37

Edição Limitada
1. "Not Counting You"
2. "I've Got a Good Thing Going"
3. "Uptown Down Home Good Ol' Boy"
4. "If Tomorrow Never Comes"
5. "Everytime That It Rains"
6. "Alabama Clay"
7. "Much Too Young (To Feel This Damn Old)"
8. "Cowboy Bill"
9. "Nobody Gets Off in This Town"
10. "I Know One"
11. "The Dance"

## Créditos Musicais
- Garth Brooks - vocais principais, back-vocals
- Kathy Chiavola, Trisha Yearwood, Wendy Johnson, Jennifer O'Brien, Wayland Patton, Hurshel Wiginton - back-vocals
- Bruce Bouton - steel guitar
- Mark Casstevens - violão
- Mike Chapman - baixo
- Rob Hajacos - Rabeca
- Chris Leuzinger - guitarra elétrica
- Milton Sledge - bateria
- Bobby Wood - teclados, sintetizadores
- Nashville String Machine - cordas

## Desempenho nas Paradas Musicais
| Parada Musical (1989/1990)   | Desempenho |
| ---------------------------- | ---------- |
| RPM Top Albums               | 60         |
| RPM Country Albums           | 22         |
| Billboard 200                | 13         |
| Billboard Top Country Albums | 2          |

| Ano  | Single                                   | Desempenho        | Desempenho          | Desempenho       |
| Ano  | Single                                   | Hot Country Songs | RPM Country Singles | UK Singles Chart |
| ---- | ---------------------------------------- | ----------------- | ------------------- | ---------------- |
| 1989 | "Much Too Young (To Feel This Damn Old)" | 8                 | 9                   | —                |
| 1989 | "If Tomorrow Never Comes"                | 1                 | 2                   | —                |
| 1990 | "Not Counting You"                       | 2                 | 1                   | —                |
| 1990 | "The Dance"                              | 1                 | 1                   | 36               |

## Vendas e Certificações
| País  | Certificação | Vendagem     |
| ----- | ------------ | ------------ |
| RIAA  | diamante     | 10,000,000 + |
| Mundo |              | 13,000,000 + |